# Jürgen Gramke
Jürgen Gramke (* 12. Oktober 1939 in Schlochau, Westpreußen) ist ein deutscher Verwaltungsjurist und Politiker (SPD).

## Leben
Gramke studierte an der Christian-Albrechts-Universität zu Kiel Rechtswissenschaft und wurde 1960 Mitglied des Corps Holsatia. Er ist Reserveoffizier (Oberstleutnant). Nachdem er 1968 in Kiel das Assessorexamen bestanden hatte und zum Dr. iur. promoviert worden war, trat er in den höheren Dienst Schleswig-Holsteins. Im Jahr 1970 wurde er Verwaltungschef der Stadt Altena. In den Jahren 1978 bis 1994 war er Verwaltungschef des Kommunalverbandes Ruhrgebiet. 1988 wurde Gramke zum Honorarprofessor der Ruhruniversität Bochum berufen. Er war Mitgründer und nachfolgend Koordinator des Initiativkreis Ruhrgebiet. Die Gründung geschah zusammen mit Alfred Herrhausen und mit Rudolf von Bennigsen-Foerder, dem Vorstandsvorsitzenden der VEBA AG. Als SPD-Mitglied wurde Gramke 1994 Minister für Wirtschaft und Technologie des Landes Sachsen-Anhalt (Kabinett Höppner I). Nach nur drei Monaten trat er zurück.
Gramke war Mitgründer und Aufsichtsrat der Sicherheitsfirma Prevent AG, der dubiose Geschäftspraktiken vorgeworfen wurden und die in der Folge pleiteging. Seit 1995 ist er Vorstandsvorsitzender des Institute for European Affairs (INEA). Im Führungskreis dieses europaweit tätigen Instituts wirken der ehemalige EU-Kommissionspräsident Jacques Santer, der ehemalige slowakische Staatspräsident Rudolf Schuster, die ehemaligen österreichischen Bundeskanzler Franz Vranitzky und Viktor Klima, der ehemalige türkische Ministerpräsident Mesut Yilmaz, der ehemalige norwegische Außenminister Bjørn Tore Godal, der ehemalige slowenische Außenminister Ivo Vajgl, die ehemalige bulgarische Botschafterin und stellv. Ministerpräsidentin Meglena Plugtschiewa und der ehemalige finnische Handelsminister Eero Rantala mit. Das Institut veranstaltete bedeutende europäische Konferenzen, u. a. in Oslo, Istanbul etc. und führte bisher über 80 Botschafterforen durch. Mit INEA verbunden ist auch der Vorsitz im Arbeitskreis „Corporate Compliance in Deutschland“ (Mitglieder sind die Repräsentanten bedeutender Unternehmen, Bundesrichter, Generalstaatsanwalt etc.).
Seit 2012 ist Gramke auch Vorsitzender des Präsidialrates der Björn Steiger Stiftung (Präsidialratsmitglieder sind neben ihm: Kurt Bodewig, Sigmar Gabriel, Rüdiger Grube, Günther Oettinger, Klaus-Dieter Scheurle, Armin Laschet und Claudia Schmidtke). Gramke war langjähriger Vorsitzender des Baltic Sea Forums (jetzt Ehrenvorsitzender). Daneben ist er auch Ehrenvorsitzender des Vereins Pro Ruhrgebiet und des Vereins Pro Brandenburg, bei denen er jeweils Mitgründer war.

## Ehrenämter
- Präsidiumsmitglied Deutscher Städte- und Gemeindebund, Deutscher Städtetag und Deutscher Landkreistag
- Mitgründer und Koordinator des Initiativkreises Ruhr (1988–1994)
- Aufsichtsräte, Verwaltungsräte und Beiräte
- Honorarkonsul der Republik Litauen für die Länder Nordrhein-Westfalen, Niedersachsen und Bremen
- Vorsitzender des Präsidialrates der Björn Steiger Stiftung[4]
- Führungsaufgaben bundesweit im Sport: Ehemaliger Vizepräsident des Deutschen Seglerverbandes und ehemaliger Präsident American Football.

## Ehrungen
- Honorarprofessor (1985) der Ruhr-Universität Bochum, Arbeitsgebiet: Europarecht und Politologie
- Ehrenvorsitzender und Co-Kuratoriumsvorsitzender (zusammen mit dem ehemaligen finnischen Staatspräsidenten und Friedensnobelpreisträger Martti Ahtisaari) des „Baltic Sea Forums“.
- Ehrenvorsitzender Pro Ruhrgebiet
- Ehrenvorsitzender Pro Brandenburg
- Bundesverdienstkreuz am Bande und Bundesverdienstkreuz 1. Klasse.
- 1992: Verdienstorden des Landes Nordrhein-Westfalen[5]
- 2000: Offizier des Ordens des litauischen Großfürsten Gediminas